# Gérard Dôle
 (mai 2025).
Motif : aucune source
- Archive Wikiwix
- Bing
- Cairn
- DuckDuckGo
- E. Universalis
- Gallica
- Google
- G. Books
- G. News
- G. Scholar
- Persée
- Qwant
- (zh) Baidu
- (ru) Yandex
- (wd) trouver des œuvres sur Wikidata

| 1. | Préciser le motif de la pose du bandeau. | Précisez le motif de la pose du bandeau en utilisant la syntaxe suivante : {{admissibilité à vérifier\|date=mai 2025\|motif=remplacez ce texte par le motif}}                    |
| 2. | Informer les utilisateurs concernés.     | Pensez à avertir le créateur de l'article, par exemple, en insérant le code ci-dessous sur sa page de discussion : {{subst:avertissement admissibilité à vérifier\|Gérard Dôle}} |

Gérard Dôle est un chercheur en ethnomusicologie, un auteur-compositeur-interprète et un auteur d'histoires fantastiques.
Très jeune, dans les années 1960, il a découvert la musique cadienne et s'est mis à l'étudier mais aussi à la jouer pour finalement composer ses propres chansons dans ce style, ce qu'il appelle de la musique francadienne.
Il écrit des histoires fantastiques remettant en scène divers personnages de détectives : Auguste Dupin, Harry Dickson, Carnacki, Abraham Van Helsing et Martin Hesselius. 

## Sur lui
Jacques Brel a jadis écrit, parlant de lui  et: « De la mélancolie à la mélancolie il nous pousse au voyage. Avec lui la tendresse danse... Et avec Gérard Dôle il est doux de rêver... Il est urgent de se laisser prendre aux rêves. »

## Discographie
45 tours
- 1967 : Hubert, le roméo de la baronne
- 1968 : Le satyre du bois de Boulogne / Chanson pour Sarah
- 1969 : Le pied sur la Lune / Marie-Sybille
- 1981 : Chanson de Nestor Burma

Albums
- 1975 : Folk pirate
- 1976 : Bayou sauvage : Musique traditionnelle des Français de Louisiane
- 1976 : Musique Non Ecrite - Folk
- 1976 : Travailler c’est trop dur
- 1977 : Folk Pirate Bis
- 1977 : La banane à N'onc' Adam : Folk cajun
- 1979 : Cajun Accordion Old & New
- 1979 : Musique Cajun De Louisiane
- 1981 : Mechanical Parlor Organ - Organina Thibouville
- 1982 : Paris Barbarie
- 1983 : Paris Street Music - The Mechanical Pipe Organ
- 1992 : Co Co Colinda
- 1997 : Dans les bayous de la Louisiane
- 1999 : Big Fun on the Bayou
- 2005 : The Devil's Daughter
- 2006 : Cœur de patate chaude
- 2009 : That French Francadian Sound
- 2012 : Hell District Blues,
- 2013 : La Louisianne